# Nowy Świat (przedmieście Kłodzka)
Nowy Świat (niem. Neuland) – historyczne przedmieście Kłodzka, położone w południowo-wschodniej części miasta, na prawym brzegu Nysy Kłodzkiej, wzdłuż końcowego biegu potoku Jaszkówka. Początki osady sięgają 1. połowy XVII wieku.

## Geografia

### Położenie geograficzne
Przedmieście Nowy Świat leży w południowo-wschodniej części Kłodzka. Na północy graniczy z osiedlem Krzyżna Góra. Na zachodzie poprzez rzekę sąsiaduje ono z Książkiem i Zagórzem, zaś na południu z Krosnowicami i na wschodzie z Jaszkową Dolną, wioskami znajdującymi się na terenie gminy wiejskiej Kłodzko. Od centrum miasta osiedle oddalone jest o około 1,5 km.

### Warunki naturalne
Przedmieście znajduje się w Kotlinie Kłodzkiej w Sudetach Środkowych. Położone jest u ujścia potoku Jaszkówki do Nysy Kłodzkiej. Leży na wysokości ok. 295–305 m n.p.m. Od reszty miasta oddziela je wzniesienie Krzyżna Góra, liczące 327 m n.p.m. Zasadnicze zabudowania znajdują się na styku z zabudowaniami sąsiedniej wioski, czyli Jaszkowej Dolnej wzdłuż drogi wiodącej na południe ziemi kłodzkiej w kierunku Przełęczy Międzyleskiej. Otoczenie osady stanowią użytki rolne oraz liczne łąki.

## Historia
Teren dzisiejszej osady nie był zamieszkiwany, a w okresie wczesnego średniowiecza był porośnięty lasami. W późniejszym okresie obszar ten został wykarczowany i porastały go łąki należące do komandorii zakonu joannitów, a następnie augustianów z Kłodzka. W związku z tym określany był jako Łąki Komturowskie (niem. Comthurwiesen). 
Osada w tym miejscu została założona w 2 połowie XVIII wieku po przyłączeniu hrabstwa kłodzkiego do Królestwa Prus i za sprawą ich władcy - Fryderyka II Wielkiego Hohenzollerna. Postanowił on rozbudować twierdzę na Górze Zamkowej, a co za tym idzie, przesiedlić mieszkańców najbliżej położonych przedmieść przyszłej fortyfikacji, w odleglejsze rejony współczesnego Starego Miasta. Los taki spotkał również mieszkańców przedmieścia Nowy Świat (niem. Naulende, wzmiankowanego w 1631 roku), które niespełna sto lat wcześniej odbudowało się w swoim dotychczasowym rejonie po zniszczeniach wojny trzydziestoletniej (1618-1648), czyli na obszarze między Młynówką, a obecną ulicą Bohaterów Getta, który współcześnie zajmowany jest przez osiedle im. Gustawa Morcinka.
Na obszar nowej osady, która przejęła starą nazwę Nowego Świata, wybrano lokalizację u ujścia Jaszkówki do Nysy Kłodzkiej, czyli dawne Łąki Komturowskie, w bezpośrednim sąsiedztwie z domostwami Jaszkowej Dolnej. Mimo to Nowy Świat wzmiankowany w źródłach historycznych z 1782 roku jako Neuland, pozostawał najdalej na południowy wschód wysuniętym przedmieściem Kłodzka. W 1809 roku w wyniku reform wewnętrznych, jakie miały miejsce w państwie pruskim, teren ten został włączony w granice Kłodzka. W końcu XIX wieku na terenie tym powstał browar oraz gospoda z restauracją ogródkową, które stały się popularnymi miejscami spacerowymi kłodzczan za sprawą urządzonych promenad wzdłuż Nysy Kłodzkiej. 
Po przejęciu ziemi kłodzkiej przez Polskę w 1945 roku, obszar dawnego przedmieścia wzdłuż Jaszkówki, uzyskał oficjalną nazwę Nowy Świat. W miejsce dotychczasowych mieszkańców przybyli polscy osadnicy w ramach akcji repatriacyjnej. Kilka z budynków zostało przejętych przez Państwowe Gospodarstwo Rolne, zaś część z nich została opuszczona. W późniejszym okresie ulokowano tutaj Zakład Unasienienia Zwierząt, a na drugim brzegu Jaszkówki kilka pawilonów, które zbudowano na potrzeby wystaw rolniczych. Podczas modernizacji szosy w kierunku Bystrzycy Kłodzkiej zniekształcono nieco pierwotny układ przestrzenny osady. Ponadto zwiększeniu nie uległa liczba mieszkańców, która wynosi około 60 osób. Sama nazwa Nowy Świat dla tego obszaru, mimo kilkukrotnego jej powtarzania przez władze państwowe wyszła z użycia i nie była stosowana przez nowych mieszkańców tych ziem. 

## Administracja
Obszar przedmieścia Nowy Świat od zawsze dzielił losy polityczno-administracyjne z Kłodzkiem, zostając do niego oficjalnie włączony w XIX wieku. Po zakończeniu II wojny światowej znalazł się w granicach Polski. Wszedł jako część Kłodzka w skład województwa wrocławskiego, powiatu kłodzkiego. Z kolei po zmianach w administracji terenowej w latach 70. XX wieku wszedł w skład województwa wałbrzyskiego. W 1999 roku ponownie reaktywowano powiat kłodzki, który wszedł w skład województwa dolnośląskiego.
Na terenie Kłodzka nie występują pomocnicze jednostki administracyjne, takie jak: osiedla, czy dzielnice, dlatego też o większości spraw decyduje samorząd miejski, którego siedziba znajduje się na pl. Bolesława Chrobrego, na Starym Mieście. Mieszkańcy tego historycznego przedmieścia wybierają do Rady Miasta sześciu radnych co 5 lat (do 2018 roku kadencja wynosiła 4 lata), tworząc okręg wyborczy nr 1, wraz z całą wschodnią częścią miasta, położoną na prawym brzegu Nysy Kłodzkiej.

## Edukacja i kultura
Przedmieście Nowy Świat nie posiada własnych placówek oświatowych. Dzieci w wieku 7-15 lat z terenu osiedla kształcą się w Szkole Podstawowej nr 7 im. Tadeusza Kościuszki, mieszczącej się na pobliskim osiedlu im. Sienkiewicza. Młodzież po ukończeniu szkoły podstawowej w zdecydowanej większości kontynuuje dalsze kształcenie w szkołach średnich położonych w centrum miasta.

## Religia
Większość mieszkańców osady stanowią wyznawcy Kościoła rzymskokatolickiego. Przynależą oni do katolickiej parafii Matki Bożej Różańcowej, której siedziba znajduje się na Piasku w Kłodzku przy pl. Franciszkańskim 1. Jej proboszczem jest aktualnie o. Emilian Piotr Gołąbek OFM. Została ona utworzona w 1972 roku, z wydzielenia z parafii Wniebowzięcia NMP. Parafia ta wchodzi w skład diecezji świdnickiej i dekanatu kłodzkiego.

## Architektura i urbanistyka
Na terenie Przedmieścia Nowy Świat dominuje charakterystyczna zabudowa typowa dla wiosek niemieckich z 2. połowy XIX wieku. Zabudowania ciągną się wzdłuż południowego biegu ulicy Wyspiańskiego. Mimo to na uwagę zasługuje tu kilka obiektów wpisanych do miejskiego rejestru zabytków:
- Zespół folwarczny - ul. Wyspiańskiego 70-71, na który składa się budynek administracyjny z figurą św. Floriana we frontowej ścianie oraz dom mieszkalny, obora oraz budynek magazynowo-gospodarczy z gołębnikiem. Całość powstała po 1875 roku.
- Dom mieszkalny - ul. Wyspiańskiego 73, dawniej eden z budynków wchodzących w skład Restauracji Hugo Gerbera (niem. Restaurant Hugo Gerber") z lat 30. XIX wieku.
- Dom mieszkalny - ul. Wyspiańskiego 75, dawna restauracja wchodząca w skład Gościńca Nowy Świat (niem. Gasthof Neuland) z połowy XIX wieku.
- Dom mieszkalny - ul. Wyspiańskiego 77, dawny Gościniec Nowy Świat (niem. Gasthof Neuland). Pierwotnie był to duży, 3-kondygnacyjny dom z monumentalną fasadą, w południowej części kompleksu restauracyjno-rekreacyjnego przy obecnej ul. Wyspiańskiego. Obecnie mocno przebudowany i zmniejszony.

W skład Przedmieścia Nowy Świat wchodzą aktualnie 3 ulice:
- ul. dra Janusza Korczaka (wyłącznie gospodarstwo numer 55)
- ul. Kłodzko Nowe
- ul. Stanisława Wyspiańskiego (część)

## Gospodarka
Od momentu powstania była to osada wyłącznie rolnicza. W XIX wieku z racji zlokalizowania tutaj popularnej restauracji oraz gościńca oferującego noclegi i korzystnego położenia przy wyjeździe z Kłodzka zaczęła rozwijać się branża usługowa. Po zakończeniu II wojny światowej nie była ona kontynuowana przez nowych mieszkańców, którzy zajmowali się tylko rolnictwem. Ponadto do końca lat 90. XX wieku znajdowała się tutaj przy ulicy Wyspiańskiego Stacja Hodowli i Unasienniania Zwierząt. Przedmieście Nowy Świat z racji niewielkiej liczby ludności, nie posiada własną infrastruktury handlowo-usługowej.

## Turystyka i rekreacja
Tereny położone wzdłuż Nysy Kłodzkiej są popularnym miejscem nie tylko spacerów mieszkańców, ale i aktywnego wypoczynku. W lecie nad rzeką Nysą Kłodzką mieszkańcy zażywają kąpieli, zaś w okresie wiosenno-letnim organizują ogniska i grillują. Ponadto przebiegają tędy dwie trasy: rowerowa i pieszy szlak turystyczny. Pierwsza z nich liczy długość około 31 km i wiedzie z Kłodzka przez Krosnowice, Żelazno, Ołdrzychowice Kłodzkie, Rogówek, Jaszkową Górną i Jaszkową Dolną z powrotem do Kłodzka. Druga trasa to jeden z najpopularniejszych turystycznych pieszych szlaków na ziemi kłodzkiej, którym jest żółty szlak  prowadzący z Krosnowic (początek na stacji Krosnowice Kłodzkie) przez Pilcz, Kłodzko, w tym łąki Przedmieścia Nowy Świat, a następnie dalej przez Szyndzielnię, Kostrę, Obszerną, Jedlak do Kłodzkiej Góry.

## Infrastruktura

### Transport
Główną arterię przedmieścia stanowi ulica Wyspiańskiego, stanowiąca do 2018 roku fragment drogi krajowej nr 33, prowadzącej do Boboszowa i dalej granicy z Czechami. Współcześnie arteria ta ma ona status drogi powiatowej o numerze 3227D, prowadzącej z Kłodzka do Ołdrzychowic Kłodzkich przez Jaszkową Dolną, Jaszkową Górą oraz Droszków. Pomimo oddania do użytku wspomnianej wyżej obwodnicy Kłodzka, należy ona wciąż do jednej z najczęściej uczęszczanych dróg w mieście.
Przez środkowy obszar przedmieścia na nasypie kolejowym położonym na łąkach, przechodzi linia kolejowa nr 276 z Wrocławia Głównego do Międzylesia. Odcinek tej trasy prowadzący z Kłodzka do granicy powstał w latach 1874-1875. Na obszarze Nowego Światu nie znajduje się żaden przystanek kolejowy, a wyłącznie posterunek odgałęźny Kłodzko Nowe, od którego swój początek bierze linia kolejowa nr 309 do Kudowy-Zdroju. Jej budowa miała miejsce od 1886 do 1905 roku.

### Komunikacja
Komunikację miejską na terenie Kłodzka obsługuje od początku lat 90. XX wieku prywatny przewoźnik, A-Vista. Przez teren przedmieścia przebiegała linia numer 3 tego przewoźnika na trasie: ul. Wiosenna – ul. Spółdzielcza - ul. Polna - pl. Jagiełły - ul. Kościuszki - pl. Jedności - ul. Lutycka - ul. Wyspiańskiego - ul. Tetmajera - ul. Jaskółcza - ul. Wyspiańskiego. Pętla autobusowa mieściła się na terenie Nowego Światu. Przewoźnik ten zlikwidował tę linię z powodu małej liczby pasażerów pod koniec tego samego stulecia. W lutym 2019 roku A-Vista ponownie uruchomiła przewozy pasażerskie osób przez nowo świeckie przedmieście, w ramach linii podmiejskiej, kursującej na trasie: Kłodzko - Jaszkowa Dolna. Jednak mimo to busy już nie miały tutaj żadnego przystanku, spółka ostatecznie zawiesiła kursowanie busów na tej trasie po czterech miesiącach. Ponownie powodem była mała liczbę pasażerów.
Przez obszar przedmieścia przebiegają także trasy komunikacji podmiejskiej i dalekobieżnej, której organizacją zajmuje się prywatny przewoźnik Beskid Przewozy oraz PKS Kłodzko. Jednak także i one nie mają tutaj swojego postoju. 

### Bezpieczeństwo
W zakresie ochrony przeciwpożarowej oraz innych miejscowych zagrożeń – mieszkańcy przedmieścia Nowy Świat podlegają pod rejon działania Komendy Powiatowej Straży Pożarnej oraz Komendy Powiatowej Policji w Kłodzku. Funkcję dzielnicowego sprawuje: asp. Grzegorz Piech z V Rejonu Służbowego. Z ramienia kłodzkiej straży miejskiej V Rejon Służbowy obsługują st. insp. Marek Jasionek i st. strażnik Grzegorz Zamłyński.